# Kumanowo
Kumanowo (mac. Куманово, alb. Kumanova, Kumanovë) – miasto w północno-wschodniej Macedonii Północnej, nad Kumanovską Reką. Ośrodek administracyjny gminy Kumanowo, drugie co do liczby mieszkańców miasto Macedonii Północnej (wg stanu na 2021).

## Historia
Uważa się, że powstanie miasta miało związek z osiedleniem się w tych okolicach plemienia Kumanów w średniowieczu. Pierwsze wiadomości o Kumanowie pochodzą z 1519, gdy miasto miało 300 mieszkańców. W XVII wieku Kumanowo było siedzibą władz nahiji, w mieście istniały meczet, medresa i karawanseraj. Po stłumieniu powstania Karposza w 1689 miasto popadło w stagnację, trwającą, mimo pewnego ożywienia pod koniec XIX wieku, aż do II wojny światowej. Pod koniec Wojen serbsko-tureckich w latach 1876-1878 w mieście wybuchło powstanie trwające 4 miesiące, zakończone stłumieniem przez wojska osmańskie Hafiza paszy. Podczas pierwszej wojny bałkańskiej 23/24 października 1912 pod miastem doszło do bitwy wojsk serbskich i tureckich, w której Turcy ponieśli porażkę i zostali zmuszeni do opuszczenia okolicy.
Podczas II wojny światowej 11 października 1941 partyzanci rozpoczęli operację w Kumanowie i Prilepie.
W 1999 w mieście podpisano Porozumienie z Kumanowa kończące wojnę w Kosowie. W 2001 miało miejsce powstanie albańskie w Macedonii, na skutek którego nastąpił podział systemu edukacji według kryteriów etnicznych. Widoczne są również podziały wpływające na stosunki pomiędzy społecznościami.
27 grudnia 2002 przed liceum im. Goce Dełczewa w Kumanowie wybuchła bomba, zabijając jednego przechodnia i raniąc pięciu innych. Sprawcy zamachu nie są znani, jego motywy również.
W 2015 w Kumanowie doszło do starć policji z albańskimi milicjami, w wyniku których zginęło 8 policjantów i 10 terrorystów.

## Gospodarka
Kumanowo jest ośrodkiem przemysłowym, głównie przemysłu włókienniczego i metalowego. Kumanowo jest węzłem komunikacyjnym – od głównej linii kolejowej Skopje – Nisz odchodzi tu odnoga do Beljakovci w kierunku granicy bułgarskiej. W mieście jest też rozgałęzienie dróg ze Skopje do Kiustendiłu w Bułgarii przez Kriwą Palankę i do Nišu w Serbii.

## Kultura
Najstarszą zachowaną budowlą Kumanowa jest meczet „Eski” z 1751 w tureckiej dzielnicy Orta Bunar. W okolicznych wsiach zachowało się sporo zabytków z okresu starożytności i średniowiecza, a nawet z czasów prehistorycznych. W miejscu zwanym Kokino, koło wsi Staro Nagoriczane około 30 km na północny wschód od Kumanowa znajduje się stanowisko archeologiczne – pozostałości megalitycznego obserwatorium astronomicznego znajdujące się na liście informacyjnej UNESCO. Koło wsi Kleczowce odkryto pozostałości rzymskiego osiedla Vicianus. W Starym Nagoričane znajduje się cerkiew św. Jerzego z XI/XIV wieku, we wsi Matejče cerkiew Zaśnięcia Matki Bożej z XIV wieku.
Co roku w Kumanowie odbywa się międzynarodowy festiwal jazzowy.

## Sport
W mieście działają kluby piłkarskie FK Kumanowo i FK Miłano oraz klub piłki ręcznej MRK Kumanowo.

## Demografia
Liczba mieszkańców miasta według spisu z 2002 roku wynosiła 76.262 osoby (63% Macedończyków, 24% Albańczyków, 7% Serbów, 5% Cyganów.
| Grupa etniczna                                                  | 1948   | 1948  | 1953   | 1953  | 1961   | 1961  | 1971   | 1971  | 1981   | 1981  | 1994   | 1994  | 2002   | 2002  | 2021   | 2021  |
| Grupa etniczna                                                  | Liczba | %     | Liczba | %     | Liczba | %     | Liczba | %     | Liczba | %     | Liczba | %     | Liczba | %     | Liczba | %     |
| --------------------------------------------------------------- | ------ | ----- | ------ | ----- | ------ | ----- | ------ | ----- | ------ | ----- | ------ | ----- | ------ | ----- | ------ | ----- |
| Macedończycy                                                    | ...    | ...   | 14351  | 61,5  | 20323  | 66,1  | 28789  | 62,1  | 36812  | 60,5  | 40634  | 62,3  | 42840  | 60,5  | 43280  | 57,7  |
| Albańczycy                                                      | ...    | ...   | 951    | 4,1   | 1893   | 6,2   | 7827   | 16,9  | 12997  | 21,4  | 15612  | 23,9  | 18277  | 25,8  | 17685  | 23,6  |
| Serbowie                                                        | ...    | ...   | 1790   | 7,7   | 2808   | 9,1   | 3759   | 8,1   | 4252   | 7,0   | 5097   | 7,8   | 4727   | 6,7   | 4300   | 5,7   |
| Romowie                                                         | ...    | ...   | 1861   | 8,0   | ...    | ...   | 3013   | 6,5   | 4415   | 7,3   | 2987   | 4,6   | 4042   | 5,7   | 2768   | 3,7   |
| Turcy                                                           | ...    | ...   | 3858   | 16,5  | 2512   | 8,2   | 1791   | 3,9   | 936    | 1,5   | 241    | 0,4   | 256    | 0,4   | 125    | 0,2   |
| Wołosi                                                          | ...    | ...   | 12     | 0,1   | ...    | ...   | ...    | ...   | 44     | 0,1   | 85     | 0,1   | 108    | 0,2   | 88     | 0,1   |
| Boszniacy                                                       | ...    | ...   | 0      | 0,0   | 0      | 0,0   | 0      | 0,0   | 0      | 0,0   | 0      | 0,0   | 14     | 0,0   | 32     | 0,0   |
| Inni                                                            | ...    | ...   | 516    | 2,2   | 3226   | 10,5  | 1184   | 2,6   | 1386   | 2,3   | 577    | 0,9   | 578    | 0,8   | 645    | 0,9   |
| Osoby, których dane zostały pobrane ze źródeł administracyjnych |        |       |        |       |        |       |        |       |        |       |        |       |        |       | 6128   | 8,2   |
| Razem                                                           | 20242  | 20242 | 23339  | 23339 | 30762  | 30762 | 46363  | 46363 | 60842  | 60842 | 65233  | 65233 | 70842  | 70842 | 75051  | 75051 |

## Miasta partnerskie
- Varaždin, Chorwacja
- Vranje, Serbia
- Bijeljina, Bośnia i Hercegowina
- Płowdiw, Bułgaria
- Leskovac, Serbia
- Nikozja, Cypr
- Çorlu, Turcja
- Prozor, Bośnia i Hercegowina
- Gornji Milanovac, Serbia
- Kosovska Mitrovica, Serbia/Kosowo
- Pančevo, Serbia
- Nikšić, Czarnogóra
- Čukarica, Serbia

W Kumanowie znajduje się również Konsulat honorowy Rumunii.

## Galeria

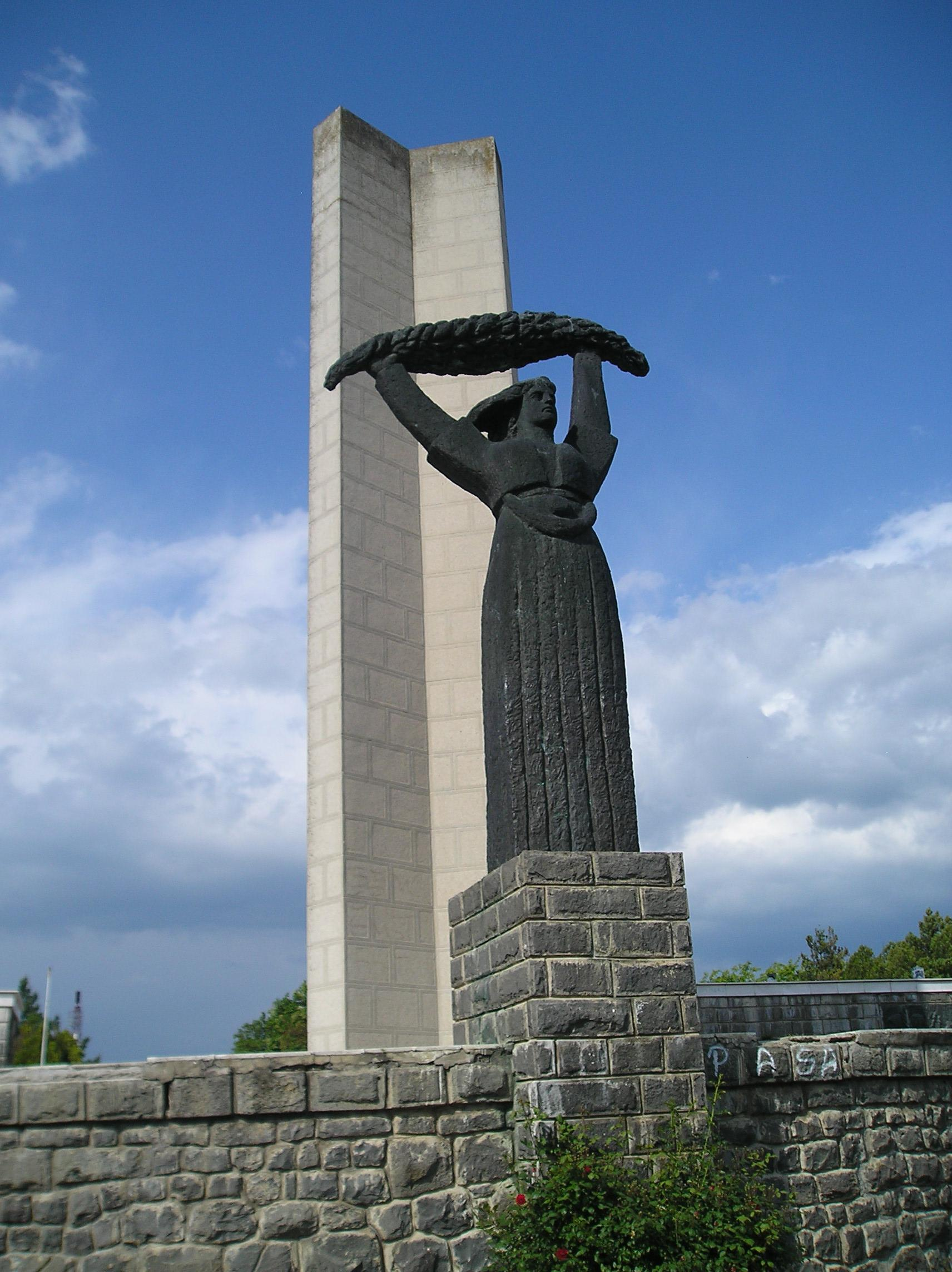
Pomnik rewolucji ludowej
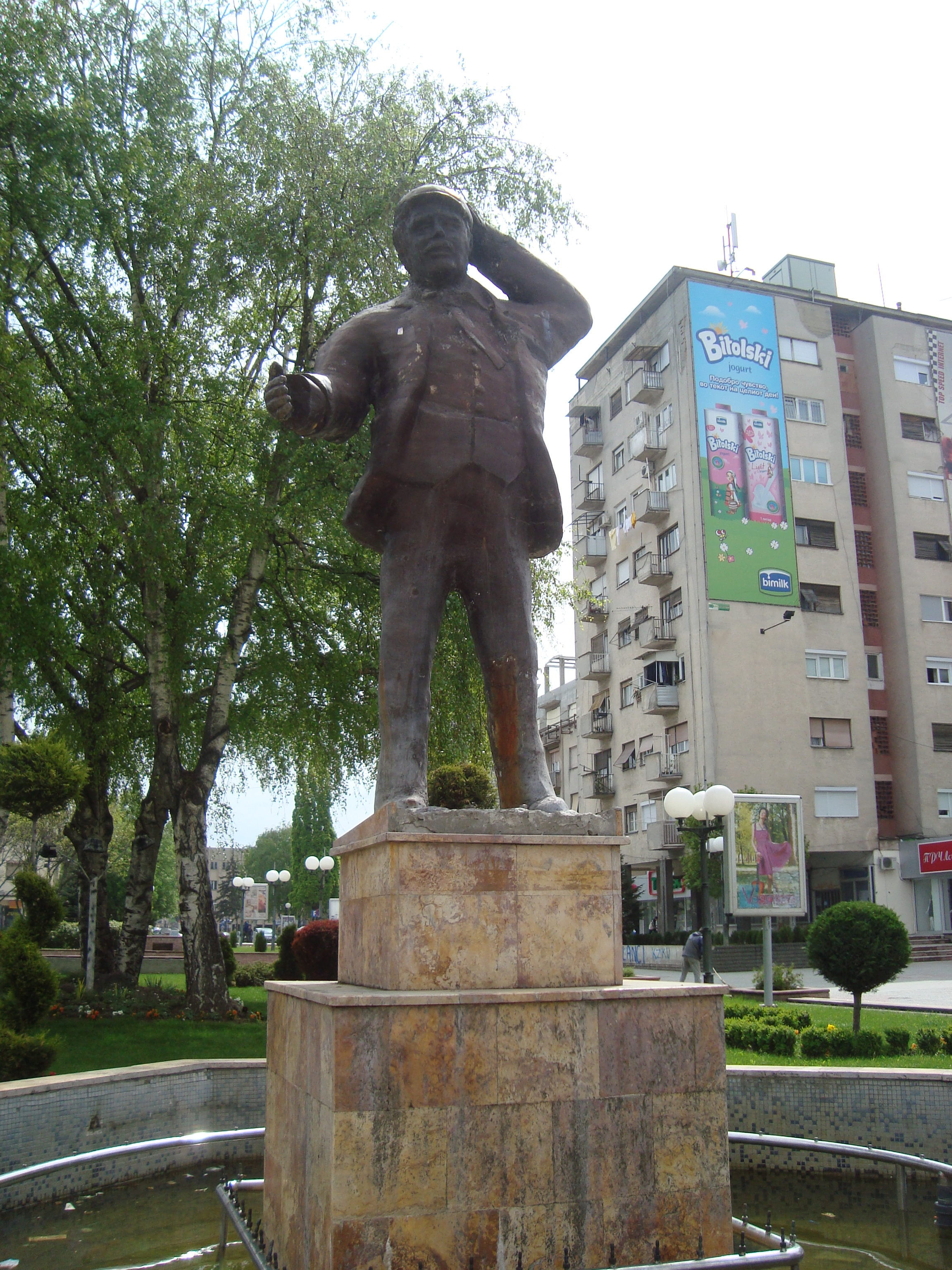
Pomnik Batko Gjorgjiji na Planu Nowej Jugosławii
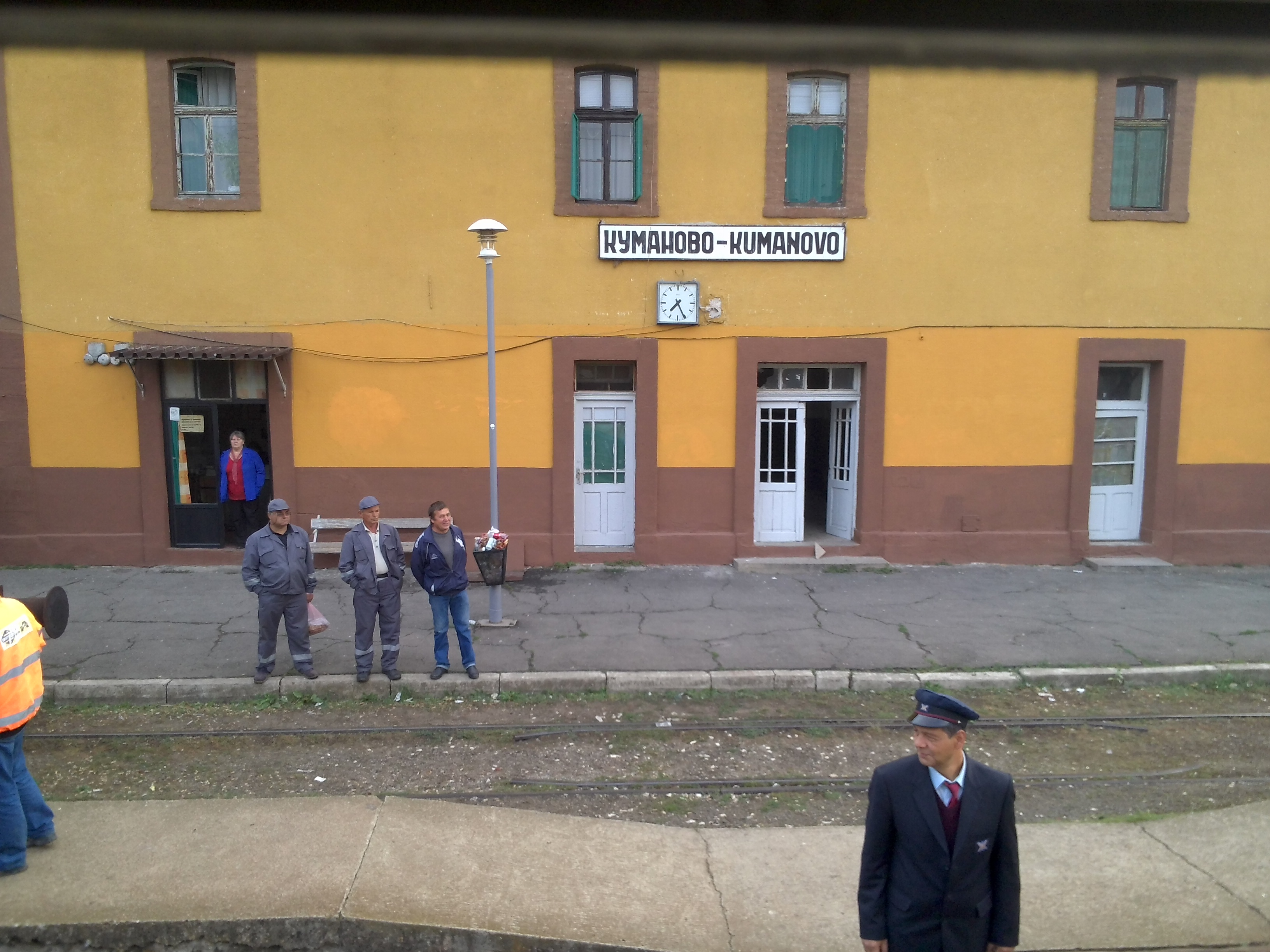
Dworzec kolejowy w Kumanowie
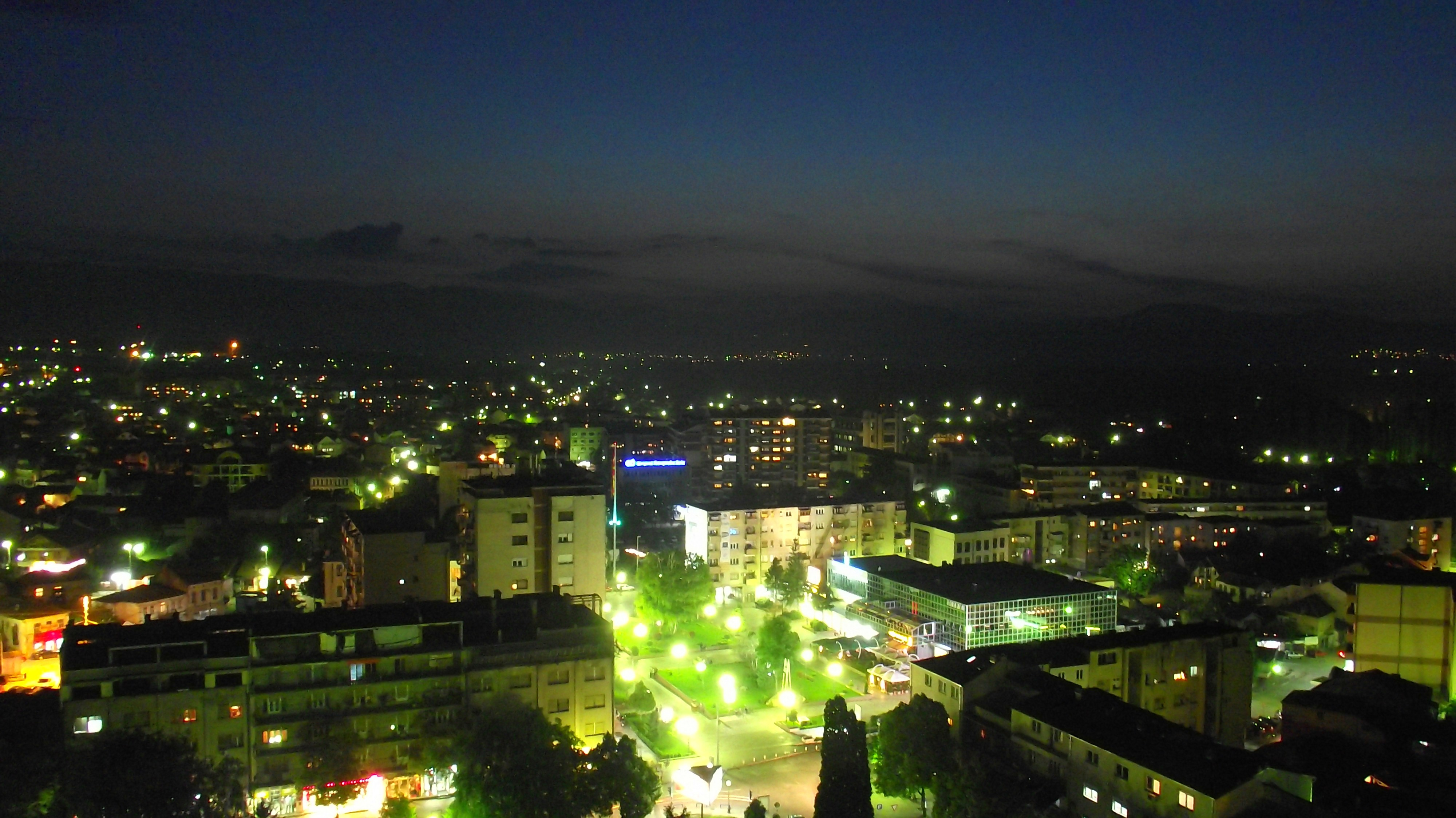
Plac Nowej Jugosławii nocą
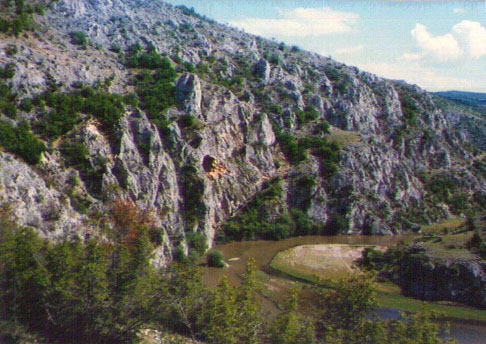
Wąwóz Bislim w pobliżu Kumanowa
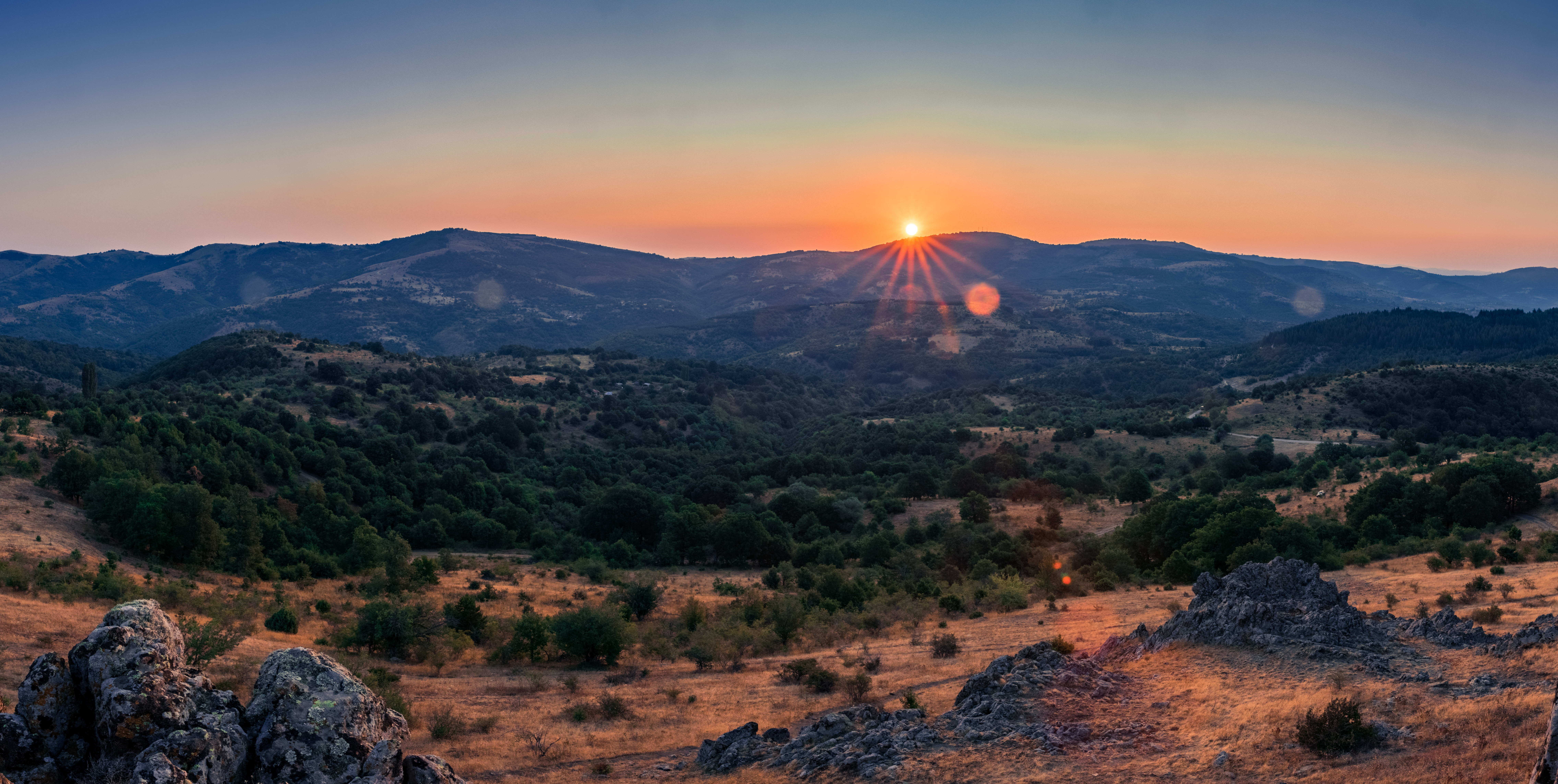
Stanowisko archeologiczne Kokino
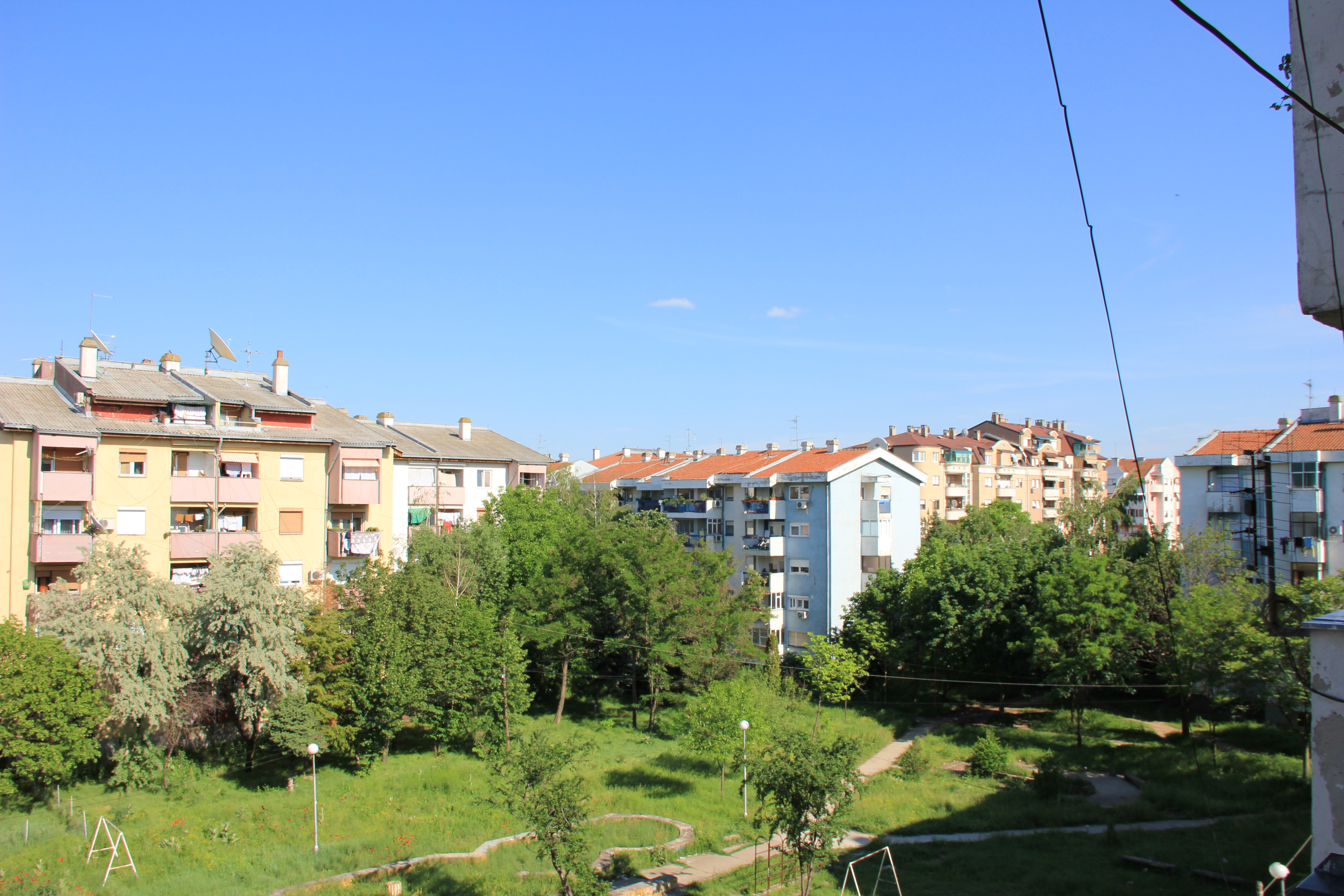
Osiedle w Kumanowie
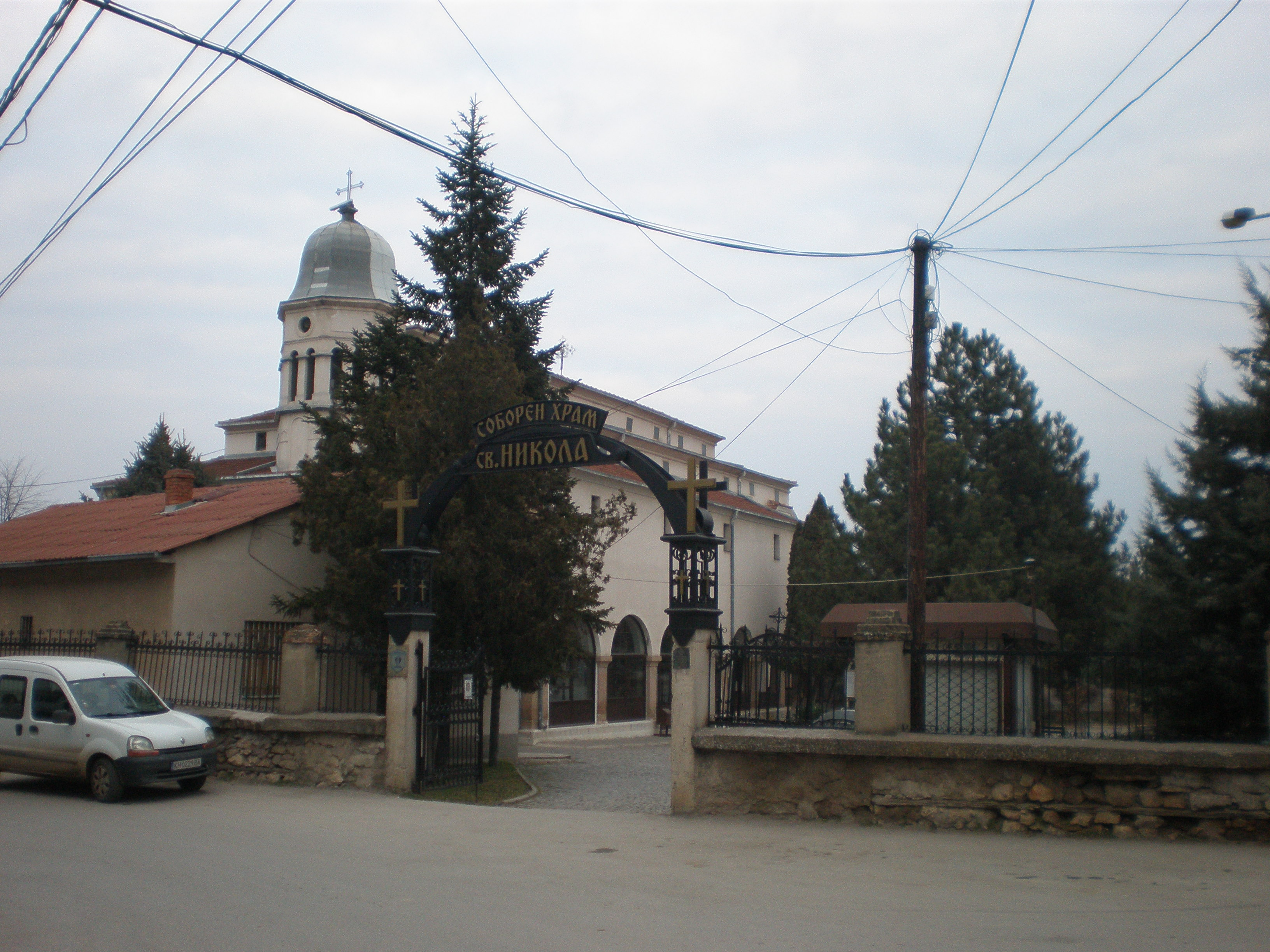
Cerkiew Św. Mikołaja
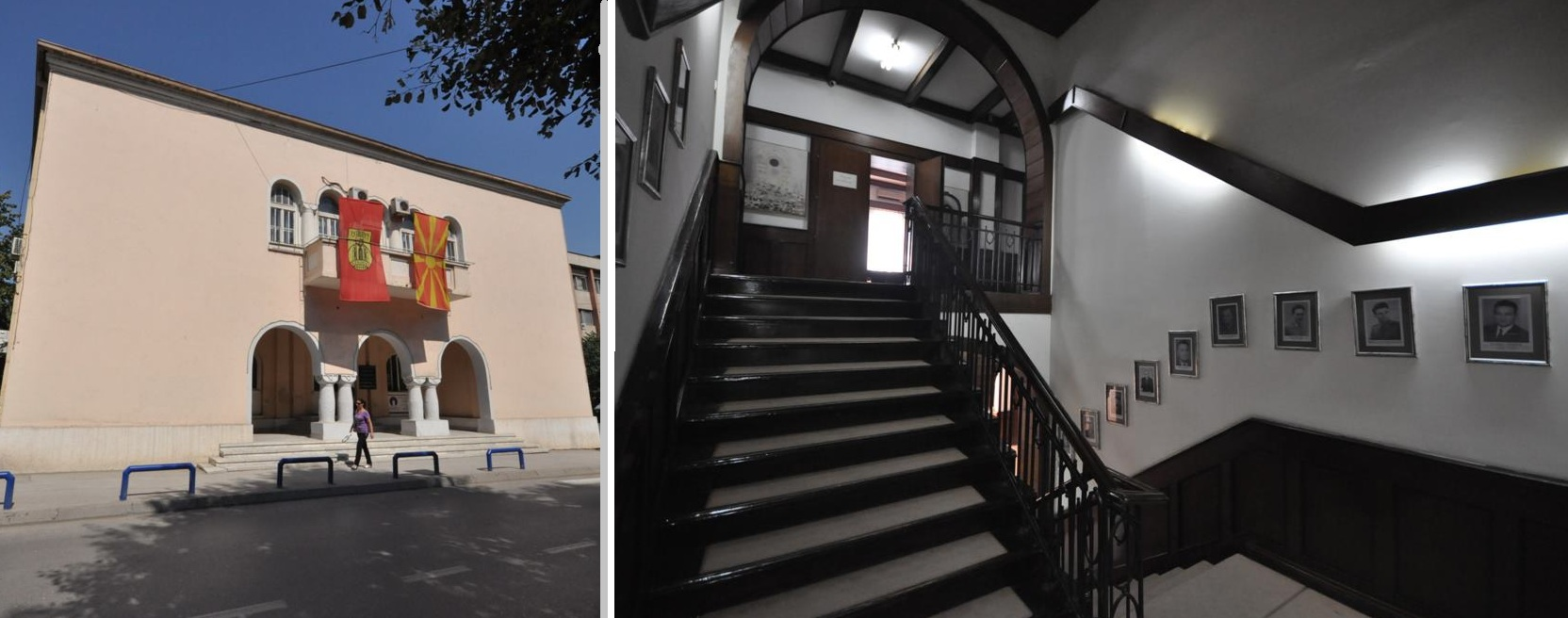
Miejski ratusz (dawny posterunek policji osmańskiej)
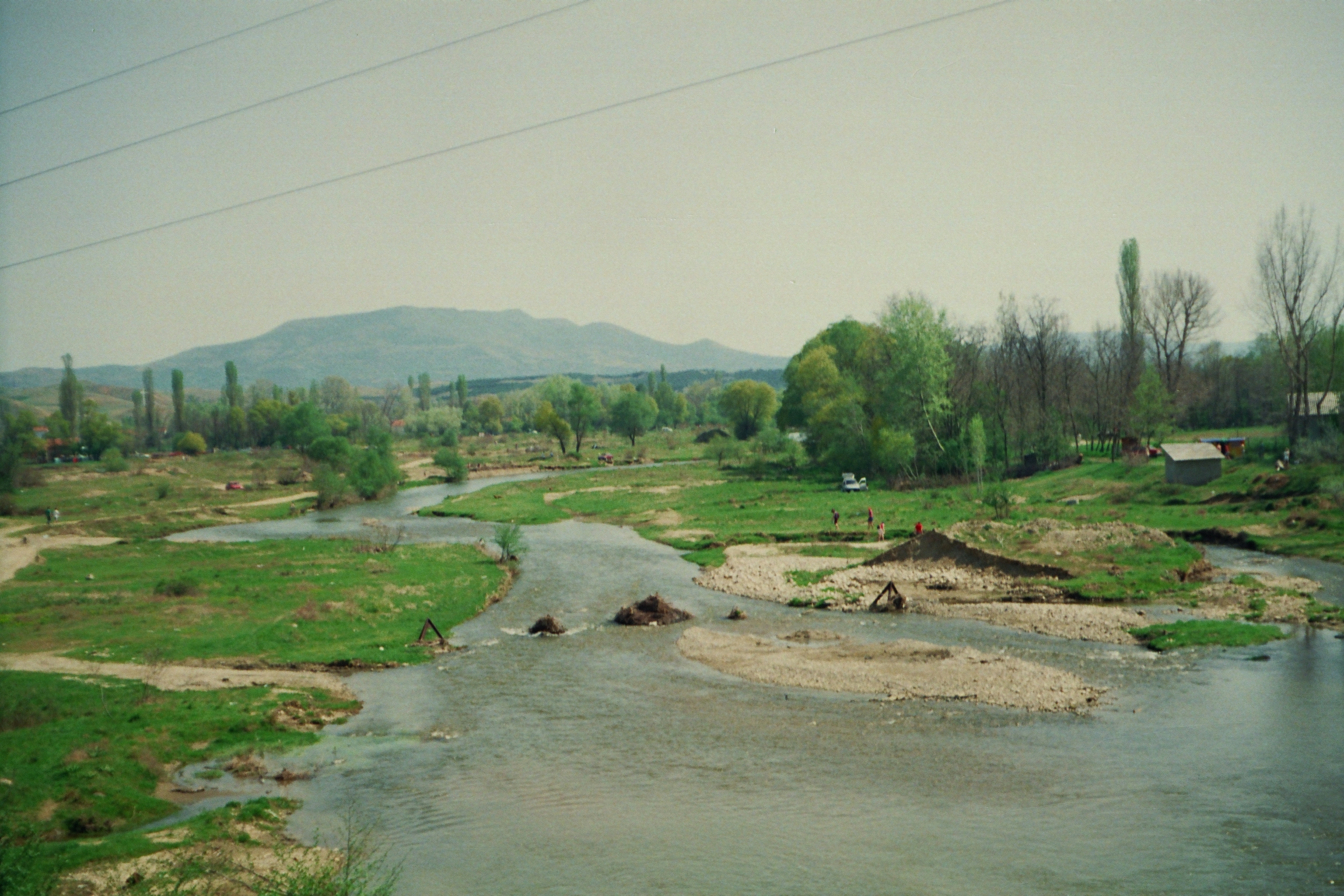
Rzeka Pczińa niedaleko Vojnika